# Golám-Hoszajn Elhám

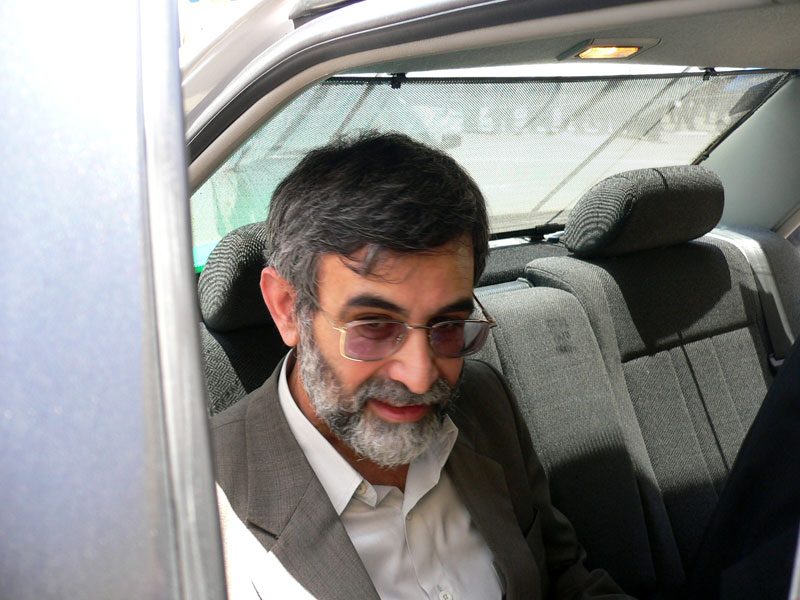
Golám-Hoszajn Elhám, 2008

Golám-Hoszajn Elhám (perzsául غلامحسین الهام – Ġolâm-Ḥosayn Elhâm) (1959–) iráni igazságügy-miniszter. Mielőtt miniszter lett, az iráni hadseregben töltött be egy pozíciót. Dzsamál Karimi-Rád 2006 december végi halálos autóbalesete után őt nevezték ki miniszternek. Felesége, Fáteme Radzsabi újságíró, aki támogatta Mahmud Ahmadinezsád iráni kormányfőt, amikor az hatalomra került. Viszont írásaiban kritizálta az ország 4. és 5. elnökét, Akbar Rafszandzsánit és Mohammad Hátamit. 2007-ben vette át a tárca irányítását Elhám, amelyet 2009-ig irányított.